# Zielony anarchizm

Flaga

Zielony anarchizm – forma anarchizmu zwracająca szczególną uwagę na problemy ekologii, rozwijająca się od lat 60. XX w.

## Charakterystyka
Chociaż niemal wszystkie formy nowoczesnego anarchizmu przypisują sobie wymiar ekologiczny, to istnieje specyficzny eko-anarchistyczny nurt w obrębie anarchizmu, który dzieli się na dwa rodzaje: ekologię społeczną oraz „prymitywistyczny” anarchizm.
Zarówno ekologia społeczna, jak i anarchoprymitywizm uważają, że organizacja społeczeństwa ma działać w zgodzie z naturą, nie zaś przeciw niej. Punktem spornym jest natomiast kwestia cywilizacji i technologii. Według anarchoprymitywistów nie ma technologii obojętnych dla człowieka i środowiska. Ponieważ ich zdaniem wyzyskuje ona zarówno siłę roboczą, jak i naturę, odrzucają pomysł tzw. „zielonych technologii” jako powierzchowną reformę, nie naruszającą przyczyn opresyjności krytykowanego systemu. Wielu zielonych anarchistów uznaje za preferowany model życia takie pierwotne wspólnoty, jak wioska lub plemię, żyjące w zgodzie z prawami naturalnymi.
Natomiast ekologia społeczna twierdzi, że problemem nie jest cywilizacja i technologia jako taka, ale tylko niektóre jej wytwory, szkodliwe zarówno dla ludzi, jak i dla środowiska, przy czym wytwory te mają swoje podłoże w specyficznych formach społecznych, takich jak kapitalizm i państwo. Rozwiązaniem nie jest więc dla jej zwolenników odejście od cywilizacji, ale jej przestawienie na inną ścieżkę rozwoju, która nie będzie przynosić szkód ani człowiekowi, ani naturze.
Colin Ward upatruje źródeł zielonego anarchizmu (a zwłaszcza ekologii społecznej) w myśli Piotra Kropotkina, skąd jego zdaniem zaczerpnięty został pomysł niedużych, zdecentralizowanych społeczności, zaspokajających potrzeby ludzkie nie wchodząc jednocześnie w konflikt z przyrodą.